# Park Palmitos
Park Palmitos je živalski park in botanični vrt v občini San Bartolomé de Tirajana na otoku Gran Canaria, ki pokriva površino okoli 20 hektarjev. Je približno 10 kilometrov severno od Maspalomasa, zaščiten v barrancu (vadi).

## Zgodovina in opis

### Do požara leta 2007
31. julija 2007 so mediji poročali, da je skoraj 65 % parka pogorelo zaradi desetih gozdnih požarov in da so nekatere eksotične vrste ptic - kot je tukan - morda poginile. Gozdni požari so povzročili evakuacijo nekaterih delov otokov Gran Canaria in Tenerife. Lokalnega gozdarja so obtožili, da je namerno zanetil požare, da bi obdržal zaposlitev, saj mu je potekla pogodba.
Več kot 2000 ljudi iz vasi Mogán je bilo evakuiranih, prav tako El Salobre. V požaru ni umrl noben človek, je pa veliko hiš zgorelo do tal. Dim je bil jasno viden iz vesolja.
Ker je bil Palmitos Park močno prizadet v požaru, je bil zaprt celo leto.

### Od ponovnega odprtja leta 2008
Park je bil ponovno odprt za javnost 4. avgusta 2008. Ima nov del z informacijami o gozdnem požaru. 
Park je bil od takrat razdeljen na več tem. Hiša orhidej, ki je največja na Kanarskih otokih, hrani na stotine različnih vrst orhidej. Po ponovnem odprtju je nastal tudi kaktusov vrt z do štiri metre visokimi kaktusi in ogrado za metulje.
Različne vrste ptic se predstavljajo večkrat na dan v več predstavah (predstava ujed, razstava papig, letenje eksotičnih ptic).
Aprila 2010 je bil odprt delfinarij. Bazen ima površino 3000 kvadratnih metrov in je napolnjen s 4 milijoni litrov vode. 11 filtrov skrbi za vzdrževanje kakovosti vode. Za obiskovalce predstav z delfini so zgradili tribuno za 1500 ljudi.

## Oddelki parka
- Hiša metuljev z (večinoma živimi) metulji.
- Ribnik z vodnimi pticami
- Delfinarij s 6 delfini[4] in predstave delfinov v živo v interakciji z občinstvom.
- Priložnost za fotografiranje delfinov, kjer se lahko člani javnosti fotografirajo med božanjem delfina (doplačilo)
- Možnost plavanja z delfini (doplačilo)
- Steklene kletke s kolibriji
- Hiša orhidej
- Terasa v bližini vodnjaka
- Amfiteater s predstavami z letečimi pticami ujedami
- Predstavitvena soba z dokumentarnimi filmi in predstavami s šolanimi papigami
- Trgovina s spominki
- Akvarij s številnimi vrstami rib in drugih podvodnih živali

## Galerija
- Plamenci
- Predstava z delfini
- Predstavitev ptic ujed
- Surikate
- Perlcichlide
- Gibon
- Papige
- Beli pav
- Beloglavi orel v letu
- Komodoški varan
- Metulj monarh v hiši metuljev